# トニー・ブラクストン
トニ・ミシェル・ブラクストン（Toni Michelle Braxton、1967年10月7日 - ）は、アメリカ合衆国メリーランド州出身のR&B歌手、女優。
深みのあるセクシーなアルトヴォイスが魅力で、主に1990年代に大ヒット曲を放った。

## 人物
トニは牧師の父とアマチュアのオペラ歌手だった母との間に6人姉弟の長女として生まれた。妹が4人と弟が1人いる。幼少の頃から教会で歌声を披露していた。1989年にトニはコンテストに出場して見事に合格、そこで出会ったプロデューサーの計らいで、80年代に主に活動していたトニたちと同じメリーランド州出身のグループ、スター・ポイント（Starpoint）のメンバーであるアーネスト・フィリップス（Ernesto Phillips）にトニを紹介して、ここでもすぐにオーディションに合格した。トニに妹がいると聞いたアーネストは妹たちもオーディションして、その結果妹たちも見るべきところがあるとして、1990年にトニ、トワンダ、トリーナ、テイマー、トレイシーの5人姉妹で結成したグループ、ザ・ブラクストンズ（The Braxtons）でシングル「The Good Life」でデビュー。その後、音楽プロデューサー・ベイビーフェイス（Babyface）の目にとまったトニは、LaFace Recordsのファーストレディとしてベイビーフェイス（Babyface）とのデュエットシングル「Give U My Heart」で映画「ブーメラン」のサウンドトラックに参加してソロ・デビュー。
そして1993年にファースト・アルバム「Toni Braxton」をリリース。こちらもLaFace Recordsから。その後のトニが抜けたザ・ブラクストンズ（The Braxtons）は1996年にアルバム「So Many Ways」をリリースしたものの、それを最後に自然解散の状態となり、その中から実妹のテイマー・ブラクストン（Tamar Braxton）だけがトニに続きソロ・デビューしている。しかし最近ザ・ブラクストンズ（The Braxtons）はトニのバックコーラスなどをしている。一番下の妹のトレイシーは「So Many Ways」をリリースする前にザ・ブラクストンズ（The Braxtons）を脱退。
トニの主なヒット曲は「Un-Break My Heart」が全米で11週連続1位、「You're Makin' Me High」が全米1位、「He Wasn't Man Enough」が全米2位、「Breathe Again」が全米3位、「You Mean The World To Me」と「Another Sad Love Song」が全米7位などの実績がある。
数々のヒット曲を出していたトニはサード・アルバム「The Heat」のリリース前に自己破産している。そのことでLaFace Recordsと揉めて一時はどん底を経験している。（サード・アルバム「The Heat」は自己破産した直後にリリースした。）

## 結婚・子供
トニは2001年の4月にミント・コンディション（Mint Condition）のキーボード担当のケリ・ルイス（Keri Lewis）と結婚している。
挙式にはTLCのチリ（Chilli）とT-ボズ（T-Boz）、アッシャー（Usher）、モニカ（Monica）、LL・クール・J（LL Cool J）、ジェイダ・ピンケット＝スミス（Jada Pinkett-Smith）といった大物が出席している。2013年7月に離婚した。

## 腫瘍
2007年にトニは胸に違和感があるとして、病院で診察してレントゲンを撮った結果、乳ガンではないと診断された。しかし、人気テレビ番組『Dancing with Stars』に出演していたトニは2008年の3月に胸に腫瘍を発見した。
だが、医師の許可を得たトニは番組への出演は取りやめず、その後予定どおりにタレント活動をした。しかしその後の経過で医師は10月に彼女の活動を制限、そのため2008年の10月に人気テレビ番組「Dancing with Stars」への出演を取りやめて11月に手術で胸の腫瘍を取り除いた。腫瘍は良性だった。
無事手術を終えたトニは、「私はとても幸運だった。人種や主義、肌の色に関係なく、誰もがガンになる危険にさらされている」とコメントした。

## ディスコグラフィ

### アルバム
| 年                                        | タイトル                                 | アルバム詳細                                                                                                  | チャート最高位 | チャート最高位 | チャート最高位 | チャート最高位 | チャート最高位 | チャート最高位 | チャート最高位 | チャート最高位 | チャート最高位 | 認定 |
| 年                                        | タイトル                                 | アルバム詳細                                                                                                  | US             | AUS            | CAN            | FRA            | GER            | JPN            | NLD            | SWI            | UK             | 認定 |
| ----------------------------------------- | ---------------------------------------- | --- | -------------- | -------------- | -------------- | -------------- | -------------- | -------------- | -------------- | -------------- | -------------- | --- |
| 1993                                      | Toni Braxton                             | - 発売日: 1993年7月13日 - レーベル: LaFace - フォーマット: CD, LP, cassette - 全米売上: 513.5万枚             | 1              | 6              | 4              | —              | 7              | 79             | 11             | —              | 4              | - US: 8× プラチナ - AUS: ゴールド - CAN: 2× プラチナ - JPN: ゴールド - UK: ゴールド                                                          |
| 1996                                      | Secrets                                  | - 発売日: 1996年6月18日 - レーベル: LaFace - フォーマット: CD, LP, cassette - 全米売上: 536.4万枚             | 2              | 11             | 5              | 22             | 2              | 65             | 1              | 1              | 10             | - US: 8× プラチナ - AUS: 2× プラチナ - CAN: 7× プラチナ - FRA: ゴールド - GER: プラチナ - JPN: プラチナ - SWI: 2× プラチナ - UK: 2× プラチナ |
| 2000                                      | The Heat                                 | - 発売日: 2000年4月25日 - レーベル: LaFace - フォーマット: CD, LP, cassette - 全米売上: 209.3万枚             | 2              | 14             | 1              | 9              | 3              | 25             | 3              | 2              | 3              | - US: 2× プラチナ - AUS: ゴールド - GER: ゴールド - JPN: ゴールド - SWI: ゴールド - UK: ゴールド                                             |
| 2001                                      | Snowflakes                               | - 発売日: 2001年10月23日 - レーベル: Arista - フォーマット: CD, cassette - 全米売上: 24.3万枚                 | 119            | —              | —              | —              | 92             | —              | —              | —              | —              | - US: ゴールド |
| 2002                                      | More Than a Woman                        | - 発売日: 2002年11月19日 - レーベル: Arista - フォーマット: CD, LP - 全米売上: 43.8万枚                       | 13             | —              | —              | 90             | 37             | 114            | 88             | 23             | 123            | - US: ゴールド |
| 2005                                      | Libra                                    | - 発売日: 2005年9月27日 - レーベル: Blackground - フォーマット: CD, digital download - 全米売上: 44.1万枚     | 4              | —              | —              | —              | 60             | —              | —              | 25             | —              | - US: ゴールド |
| 2010                                      | Pulse                                    | - 発売日: 2010年5月4日 - レーベル: Atlantic - フォーマット: CD, CD+DVD, digital download - 全米売上: 15.6万枚 | 9              | —              | 73             | —              | 18             | 115            | 83             | 9              | 28             | |
| 2014                                      | Love, Marriage & Divorce (with Babyface) | - 発売日: 2014年2月4日 - レーベル: Motown - フォーマット: CD, digital download - 全米売上: 21.1万枚           | 4              | —              | —              | —              | —              | 73             | 45             | —              | 75             | |
| 2018                                      | Sex & Cigarettes                         | - 発売日: 2018年3月23日 - レーベル: Def Jam - フォーマット: CD, digital download - 全米売上: 1.6万枚          | 22             | —              | —              | —              | —              | —              | 170            | —              | 30             | |
| 2020                                      | Spell My Name                            | - 発売日: 2020年8月28 - レーベル: Island - フォーマット: CD, digital download, LP - 全米売上:                 | 163            | —              | —              | —              | —              | —              | —              | —              | —              | |
| "—"は未発売またはチャート圏外を意味する。 |                                          | |                |                |                |                |                |                |                |                |                | |

他のアルバム
- 2003年:Ultimate Toni Braxton（ベストアルバム）
- 2004年:Platinum&Gold Collection
- 2004年:Artist Collection
- 2005年:Un-Break My Heart:The Remix Collection
- 2006年:Collection
- 2007年:The Essential
- 2008年:Playlist The Very Best Of Toni Braxton

### シングル
- 1992年:Give U My Heart (duet with Babyface)
- 1992年:Love Shoulda Brought You Home
- 1993年:Another Sad Love Song
- 1993年:Breathe Again
- 1994年:Seven Whole Days
- 1994年:You Mean The World To Me
- 1994年:I Belong To You/How Many Ways
- 1996年:You're Makin' Me High/Let It Flow
- 1996年:Un-Break My Heart
- 1997年:I Don't Want To/I Love Me Some Him
- 1997年:How Could an Angel Break My Heart (featuring Kenny G)
- 2000年:He Wasn't Man Enough
- 2000年:Just Be a Man About It
- 2000年:Spanish Guitar
- 2001年:Maybe
- 2000年:Snowflakes of Love
- 2000年:Christmas in Jamaica (featuring Shaggy)
- 2003年:Hit The Freeway (featuring Loon)
- 2005年:Please
- 2005年:Trippin' (That's the Way Love Works)
- 2005年:Take This Ring
- 2005年:Suddenly
- 2006年:The Time Of Our Lives (duet with Il Divo)
- 2008年:Melt (Like An Iceberg)
- 2008年:Get Loose
- 2009年:Yesterday (featuring Trey Songz)

### DVD
- 2001年:He Wasn't Man Enough / Un-break My Heart
- 2002年:From Toni With Love - The Video Collection
- 2003年:From Toni With Love - The Video Collection
- 2004年:Artist Collection (トニ・ブラクストン ベスト・コレクションDVD)

### VHS
- 1994年:The Hit Video Collection (ラブ・アフェア～ザ・ビデオ)

### 映画
- 2001年:カモン ヘブン Kingdom Come

## 受賞歴
グラミー賞
- 1994年　最優秀新人賞
- 1994年　最優秀女性R&Bボーカル賞
- 1995年　最優秀女性R&Bボーカル賞
- 1997年　最優秀女性R&Bボーカル賞
- 1997年　最優秀女性POPボーカル賞
- 2001年　最優秀女性R&Bボーカル賞
- 2015年　最優秀R&Bアルバム賞

## ラスベガスでの長期公演
アメリカ合衆国ネバダ州ラスベガスのフラミンゴ・ラスベガスにて行われていたウェイン・ニュートン公演と入れ替わり、同カジノの新メイン・アクトとしてブラクストンの長期公演「Toni Braxton: Revealed」のスタートが同年5月19日に発表された。当初、公演は2006年8月3日から2007年3月まで週６夜の予定だったが、後に2007年8月まで延長された。同公演はアフリカ系アメリカ人パフォーマーが主演するショーとして、初の「ラスベガスショーチャートのトップ10入り」の成功を収めた。公演の成功によって2008年8月までの再延長を予定していたが、2008年4月にブラクストンが胸の痛みを訴え入院し途中休演となった。その後、同5月には療養専念のために期間途中での終了が公式に発表された。